# Chalara unicolor
Chalara unicolor är en svampart som beskrevs av S. Hughes & Nag Raj 1974. Chalara unicolor ingår i släktet Chalara, divisionen sporsäcksvampar och riket svampar.   Inga underarter finns listade i Catalogue of Life.